# Ajoux
Pour les articles homonymes, voir Ajoux (homonymie).
Ajoux est une commune française située dans le département de l'Ardèche, en région Auvergne-Rhône-Alpes.

## Géographie

### Situation et description
Ajoux est une petite commune rurale situé dans un secteur de moyenne montagne. Elle est cependant rattachée à la communauté d'agglomération Privas Centre Ardèche.

### Climat
Pour des articles plus généraux, voir Climat d'Auvergne-Rhône-Alpes et Climat de l'Ardèche.
En 2010, le climat de la commune est de type climat des marges montargnardes, selon une étude du CNRS s'appuyant sur une série de données couvrant la période 1971-2000. En 2020, Météo-France publie une typologie des climats de la France métropolitaine dans laquelle la commune est exposée à un climat de montagne ou de marges de montagne et est dans une zone de transition entre les régions climatiques « Moyenne vallée du Rhône » et « Sud-est du Massif Central ».
Pour la période 1971-2000, la température annuelle moyenne est de 10 °C, avec une amplitude thermique annuelle de 16,8 °C. Le cumul annuel moyen de précipitations est de 1 070 mm, avec 8 jours de précipitations en janvier et 5,2 jours en juillet. Pour la période 1991-2020, la température moyenne annuelle observée sur la station météorologique de Météo-France la plus proche, « St-Pierreville », sur la commune de Saint-Pierreville à 7 km à vol d'oiseau, est de 11,9 °C et le cumul annuel moyen de précipitations est de 1 393,0 mm,. Pour l'avenir, les paramètres climatiques de la commune estimés pour 2050 selon différents scénarios d'émission de gaz à effet de serre sont consultables sur un site dédié publié par Météo-France en novembre 2022.

## Urbanisme

### Typologie
Au 1er janvier 2024, Ajoux est catégorisée commune rurale à habitat très dispersé, selon la nouvelle grille communale de densité à 7 niveaux définie par l'Insee en 2022.
Elle est située hors unité urbaine. Par ailleurs la commune fait partie de l'aire d'attraction de Privas, dont elle est une commune de la couronne,. Cette aire, qui regroupe 24 communes, est catégorisée dans les aires de moins de 50 000 habitants,.

### Occupation des sols
L'occupation des sols de la commune, telle qu'elle ressort de la base de données européenne d’occupation biophysique des sols Corine Land Cover (CLC), est marquée par l'importance des forêts et milieux semi-naturels (92,5 % en 2018), une proportion identique à celle de 1990 (92,5 %). La répartition détaillée en 2018 est la suivante : forêts (63,4 %), milieux à végétation arbustive et/ou herbacée (29,2 %), prairies (7,5 %).
L'évolution de l’occupation des sols de la commune et de ses infrastructures peut être observée sur les différentes représentations cartographiques du territoire : la carte de Cassini (XVIIIe siècle), la carte d'état-major (1820-1866) et les cartes ou photos aériennes de l'IGN pour la période actuelle (1950 à aujourd'hui).

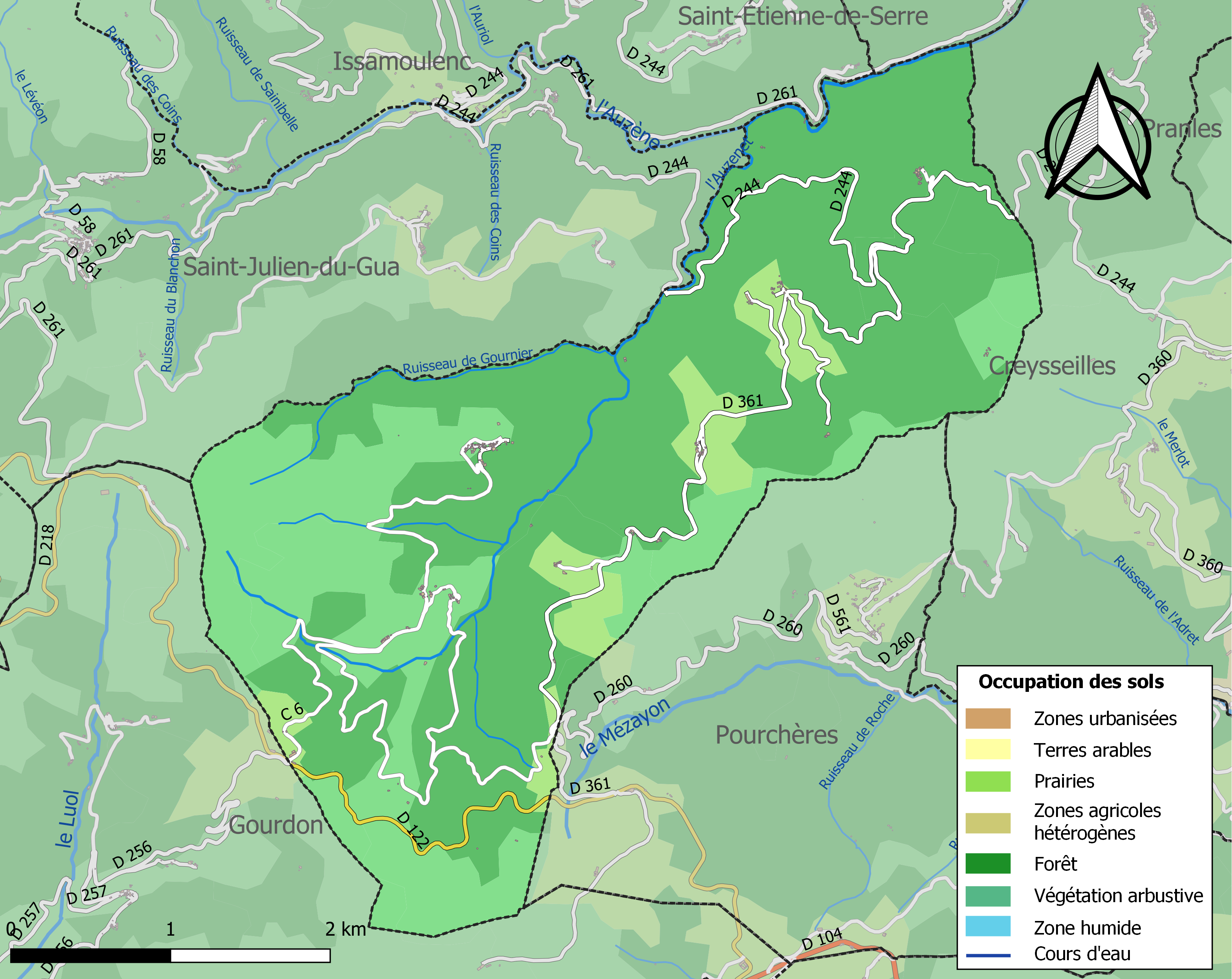
Carte des infrastructures et de l'occupation des sols de la commune en 2018 (CLC).

## Histoire
Ajoux, commune du canton de Privas.
Ajaon, Agaon –nis, dans les vieilles chartes.
Agaone figure dans le cartulaire de Saint-Julien-de-Marcols pour une donation qui paraît remonter au XIe siècle.
Deux siècles après, c'est un fief dépendant de la baronnie d’Aps (aujourd'hui Alba-la-Romaine). Adhémar de Grignan en devient seigneur, en 1272, par son mariage avec Blonde, fille de Pons de Deux-Chiens, baron d’Aps.
En 1297, le château d'Ajoux est compris parmi les biens que Blonde donne à son fils Giraud-Adhémar qu'elle vient d’émanciper. Mais les seigneurs de Fourchade y avaient aussi une part de seigneurie. De diverses pièces publiées par l’abbé Filhet dans sa monographie d'Aps féodal (revue du Vivarais 1893, p. 401-405), il résulte que : 
1° Giraud Adhémar était le seigneur de l’endroit et tenait sa part de seigneurie d’Aymar de Poitiers, comte de Valentinois qui, par amitié et considération, lui avait remis toute justice et directe audit château ; 
2° qu’en 1332, les deux coseigneurs ayant traité sur leurs droits audit château, Fourchade en remit les clefs à Giraud Adhémar.
En 1344, le comté de Valentinois ayant été réuni à la couronne, Ajoux en releva directement avec les autres terres de la baronnie de Chalancon.
On peut se faire une idée des revenus de la terre d'Ajoux par le fait qu'en 1355 Giraud Adhémar afferma sa part au prix de 140 florins d’or pour trois ans ensemble. Dans ces revenus figurait une pension annuelle de 15 livres que les habitants lui payaient à chaque fête de la Toussaint.
Un fait que nous avons mentionné dans un autre ouvrage (Essai historique sur le Vivarais pendant la guerre de Cent Ans, p. 47) est à noter ici parce qu’il se rattache à la coseigneurie du seigneur de Fourchade à Ajoux. En 1362, des paysans de Saint-Martial ayant surpris un membre de la bande de routiers qui désolait le pays et venait de piller le monastère de Saint-Chaffre, l’amenèrent au régent de la juridiction de Pouchade, mais celui-ci refusa de se charger du prisonnier et ordonna de le conduire à Plésium (Pranlesium, Pranles) ou Ajaon, « parce que le seigneur de Fourchade n’avait pas de prison assez forte pour garder des criminels ». nous ne savons pas s’il y avait une prison plus forte à Ajoux. En tout cas, les paysans trouvèrent plus simple de se substituer à la justice et de tuer leur prisonnier en route.
À la fin du XIVe siècle, la part  du baron d'Aps fut vendue par décret et adjugée à Jean Romanous qui la céda à Louis d’Anduze, seigneur de la Voulte (17 mai 1383). Guy Adhémar confirma cette cession le 30 mai 1390. L’autre partie, celle des Fourchade qui avait passé à Charles des Astam, échut également aux seigneurs de la Voulte. Elle fut adjugée par décret en 1480 à Louis de Lévit qui eut aussi à traiter avec Lucie de Forchade qui y avait des droits et à qui il donna en échange la terre de Sardiges, sous réserve de l’hommage.
Pendant les guerres religieuses, les habitants d'Ajoux subirent naturellement l'influence de leurs voisins de Privas et de la région et firent cause commune avec les protestants. Le lieu dépendait pour le culte du pasteur de Gluiras.
Le procès-verbal de la visite des églises par Nicolas de Vesc et un autre délégué de l'évêque en 1583 a été caractéristique de l’état du pays. Les délégués arrivent à Ajoux le 1er août et procèdent à l’interrogatoire accoutumé. Les réponses sont aussi tristes que dans les autres paroisses de la région. L'église est en ruines ; depuis plus de 20 ans, aucun office catholique n’a été célébré. On ignore même s’il y a encore des catholiques dans le pays.
Messire Jacques Lamy et M. Gaisin de Grenoble sont en contestation pour le prieuré et la cure dont le revenu s’élève à 20 écus sol. Alexandre du Trémolet, écuyer de Saint-Vincent-de-Durfort, perçoit ce revenu, comme séquestre établi par le roi. Il lui est ordonné de venir justifier son séquestre au prochain synode et d'y rendre ses comptes.
Au XVIIe siècle, le nom d'Ajoux revient quelquefois comme celui d'un lieu dont la population est toujours restée disposée à s'associer aux mouvements des religionnaires.
En 1632, les conseils et habitants d’Ajoux sont condamnés à payer 300 livres par an pour les frais du culte catholique et la réparation des églises démolies pendant les derniers troubles. L'affaire de Vals (1653) qui faillit rallumer la guerre civile en Vivarais et le mouvement des illuminés de Gabriel Astier en 1689 paraissent avoir eu chez eux un vif écho.
Avant la Révolution, Ajoux était un des quatre mandements des Boutières, formant la possession restée aux Lévis-Ventadour dans cette partie du Vivarais. M. Raymond de Gigord résume un des documents conservés aux archives du Marcha de Saint-Pierreville, il contient d'intéressantes données sur toute la région.
Les quatre mandements en question étaient Don (Marcols), Mézilliac, Ajoux et Montagu.
Le mandement d’Ajoux comportait Ajoux et Saint-Julien-du -Serres en entier, et partie de Saint-Étienne-de-Serres, Issamoulenc, Pranles, Greysseilhes, Pourchères et Gourdon.
Les juridictions des quatre mandements avaient été unies par lettres royales en 1562. La justice était exercée par un seul juge, un lieutenant du juge, un châtelain, un procureur fiscal, un greffier et un sergent. La juridiction était du ressort du Parlement de Toulouse.
À Ajoux, en 1770 (date du document), la justice haute, moyenne et basse appartenait au prince héritier de Lévis-Ventadour. Il avait le droit de pêche et de chasse, d’épaves, déshérence et bâtardise, droits de l’ods et ventes ou de retrait féodal, à son choix, les nobles au quart, les roturiers au cinquième. Le plus grand nombre des emphytectes était taillable par doublement de cens aux cinq des permis de droit, mais seulement à raison des héritages désignés dans les anciennes tractations.
La Revue du Vivarais a donné le dessin de la marque à feu, le sceau de l'époque du mandement des Boutières ou figure le nom d'Ajoux avec ceux des trois autres mandements.
Les productions du pays sont indiquées dans le document de 1770 : légumes, pommes de terre (on voit qu'il y en avait avant Parmentier), chanvre, châtaigne, noix et fourrages. Ce sont à peu près les mêmes qu’aujourd’hui.
Il y avait à Ajoux 5 foires : 28 avril, 15 mai, 15 juin, 10 septembre et 4 décembre. Il n’y en a plus qu’une maintenant (le 22 mars) et qui est une conséquence de la facilité de communication.
Les redevances payées aux anciens seigneurs étaient évaluées en 1770 à 5 247 livres pour les 4 mandements et à 1 367 livres pour celui d'Ajoux en particulier. Nous signalons ces données au futur érudit qui voudra sur la base de pièces authentiques – en faisant de l'économie politique et sociale autrement que moi instituteur de village – procéder à une étude approfondie des charges qui pesaient autrefois sur les habitants des campagnes, en les comparant impartialement et en tenant compte de tous les éléments de la question, à celles qui l'écrasent aujourd’hui.
La lettre du curé d'Ajoux, dans la collection du Languedoc (1762) mentionne les ruines d'un vieux château sur un rocher élevé au-dessus de l'église, château comprenant les deux tours appartenant jadis, l’une aux Adhémar, l’autre aux Fourchade.
La population d'Ajoux qui était de 569 âmes en 1800, de 665 en 1830 n'est plus aujourd’hui que de 484. Le rapport du commandant la Devèze vers 1740 indiquait 12 familles catholiques contre 38 familles de nouveaux convertis.
Fonds Mazon

## Politique et administration

### Liste des maires
| Période                                  | Période                        | Identité        | Étiquette    | Qualité                                                         |
| ---------------------------------------- | ------------------------------ | --------------- | ------------ | --------------------------------------------------------------- |
| Les données manquantes sont à compléter. |                                |                 |              |                                                                 |
| mars 1959                                | mars 1989                      | André Laffont   | PSU puis UDF | Professeur de lettres Suppléant de Pierre Cornet de 1978 à 1981 |
| mars 1989                                | mars 2001                      | René Féougier   | SE           |                                                                 |
| mars 2001                                | mars 2008                      | Pascal Dumoulin | DVG          |                                                                 |
| mars 2008                                | mai 2020                       | Annick Rybus    | DVG          | Comptable                                                       |
| mai 2020                                 | En cours (au 28 décembre 2020) | Adrien Féougier |              | Agriculteur                                                     |

## Population et société

### Évolution démographique
L'évolution du nombre d'habitants est connue à travers les recensements de la population effectués dans la commune depuis 1793. Pour les communes de moins de 10 000 habitants, une enquête de recensement portant sur toute la population est réalisée tous les cinq ans, les populations de référence des années intermédiaires étant quant à elles estimées par interpolation ou extrapolation. Pour la commune, le premier recensement exhaustif entrant dans le cadre du nouveau dispositif a été réalisé en 2004.

En 2022, la commune comptait 78 habitants, en évolution de −1,27 % par rapport à 2016 (Ardèche : +2,48 %, France hors Mayotte : +2,11 %).
| 1793 | 1800 | 1806 | 1821 | 1831 | 1836 | 1841 | 1846 | 1851 |
| ---- | ---- | ---- | ---- | ---- | ---- | ---- | ---- | ---- |
| 494  | 569  | 592  | 620  | 561  | 551  | 558  | 555  | 553  |

| 1856 | 1861 | 1866 | 1872 | 1876 | 1881 | 1886 | 1891 | 1896 |
| ---- | ---- | ---- | ---- | ---- | ---- | ---- | ---- | ---- |
| 526  | 513  | 564  | 482  | 477  | 506  | 524  | 492  | 494  |

| 1901 | 1906 | 1911 | 1921 | 1926 | 1931 | 1936 | 1946 | 1954 |
| ---- | ---- | ---- | ---- | ---- | ---- | ---- | ---- | ---- |
| 484  | 438  | 376  | 322  | 295  | 278  | 283  | 245  | 161  |

| 1962 | 1968 | 1975 | 1982 | 1990 | 1999 | 2004 | 2006 | 2009 |
| ---- | ---- | ---- | ---- | ---- | ---- | ---- | ---- | ---- |
| 133  | 115  | 90   | 79   | 71   | 89   | 90   | 94   | 94   |

| 2014 | 2019 | 2022 | - | - | - | - | - | - |
| ---- | ---- | ---- | - | - | - | - | - | - |
| 84   | 81   | 78   | - | - | - | - | - | - |

### Pyramide des âges
En 2021, le taux de personnes d'un âge inférieur à 30 ans s'élève à 14,8 %, soit en dessous de la moyenne départementale (29,7 %). À l'inverse, le taux de personnes d'âge supérieur à 60 ans est de 44,4 % la même année, alors qu'il est de 32,8 % au niveau départemental.
En 2021, la commune comptait 37 hommes pour 43 femmes, soit un taux de 53,75 % de femmes, légèrement supérieur au taux départemental (51,22 %).
Les pyramides des âges de la commune et du département s'établissent comme suit :
| Hommes | Classe d’âge | Femmes |
| ------ | ------------ | ------ |
| 0,0    | 90 ou +      | 0,0    |
| 10,8   | 75-89 ans    | 6,8    |
| 40,5   | 60-74 ans    | 31,8   |
| 29,7   | 45-59 ans    | 27,3   |
| 13,5   | 30-44 ans    | 11,4   |
| 2,7    | 15-29 ans    | 11,4   |
| 2,7    | 0-14 ans     | 11,4   |

| Hommes | Classe d’âge | Femmes |
| ------ | ------------ | ------ |
| 1      | 90 ou +      | 2,5    |
| 9      | 75-89 ans    | 11,4   |
| 20,8   | 60-74 ans    | 21,1   |
| 21,2   | 45-59 ans    | 20,3   |
| 16,9   | 30-44 ans    | 16,5   |
| 14,2   | 15-29 ans    | 12,6   |
| 17     | 0-14 ans     | 15,6   |

### Enseignement
La commune est rattachée à l'académie de Grenoble.

### Médias
Deux organes de presse écrite sont distribués dans la commune :
- L'Hebdo de l'Ardèche, journal hebdomadaire français basé à Valence et diffusé à Privas depuis 1999. Il couvre l'actualité pour tout le département de l'Ardèche ;
- Le Dauphiné libéré, journal quotidien de la presse écrite française régionale distribué dans la plupart des départements de l'ancienne région Rhône-Alpes, notamment l'Ardèche. La commune est située dans la zone d'édition du Nord-Ardèche (Annonay - Le Cheylard).

### Cultes
La communauté catholique et l'église d'Ajoux (propriété de la commune) dépendent de la paroisse Sainte-Mère-Térésa qui comprend de neuf communes. Cette paroisse est elle-même rattachée au diocèse de Viviers.

## Culture locale et patrimoine

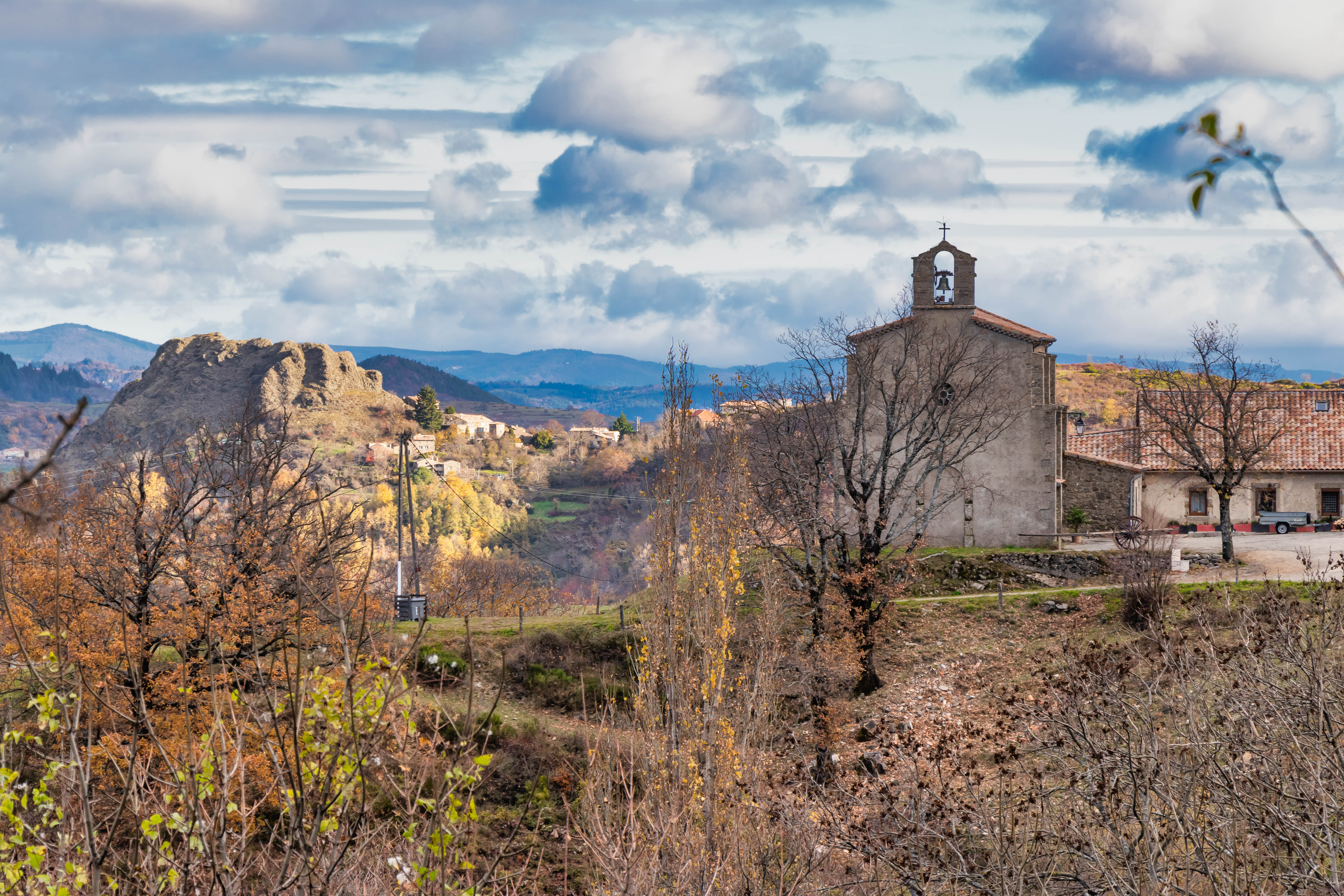
Le rocher et l'église.

### Lieux et monuments
- Église Notre-Dame de Greytus.
- Le plus connu est le rocher d'Ajoux.

Attention : à ne pas confondre avec la roche d'Ajoux, dans le Rhône.
.

### Héraldique
|  | Ajoux possède des armoiries dont l'origine et le blasonnement exact ne sont pas disponibles. |

### Personnalités liées à la commune
- Bang Hai Ja (1937-2022), peintre, poétesse et calligraphe d'origine coréenne, a habité dans la commune. Elle a dessiné le vitrail installé dans l’œil-de-bœuf de l'église de la commune en 2024[13].

## Pour approfondir